# Petre Marin
Petre Marin (* 8. September 1973 in Bukarest) ist ein ehemaliger rumänischer Fußballspieler. Er bestritt insgesamt 468 Spiele in der höchsten rumänischen Fußballliga und gewann zweimal die rumänische Meisterschaft.

## Karriere

### Verein
Marin startete 1992 seine Karriere in der Divizia C bei Sportul Braniștea und wechselte 1993 zu Sportul Studențesc. Nach zwei der zweiten Saison wechselte er zum FC Național Bukarest. Im Januar 2001 wechselte er zu Rapid Bukarest und kehrte nach einem halben Jahr wieder zu Național Bukarest zurück. 2004 wechselte er zu Steaua Bukarest, wo er bis 2010 spielte und in den Jahren 2005 und 2006 die rumänische Meisterschaft gewann. Zu Beginn der Saison 2010/11 stand er bei Unirea Urziceni unter Vertrag, löste diesen Ende August 2010 aber vorzeitig auf. Im Januar 2011 nahm ihn CS Concordia Chiajna aus der Liga II unter Vertrag und schaffte mit ihm den Aufstieg in die Liga I. Am 4. Januar 2012 beendete er seine aktive Laufbahn.

### Nationalmannschaft
Marin bestritt 2004 gegen Irland sein erstes Länderspiel, welches Irland 1:0 gewann.

## Erfolge/Titel
- Rumänischer Meister (2): 2004/05, 2005/06